# Tournoi de tennis de Bolzano
Le tournoi de Bolzano (Italie) est un tournoi de tennis du circuit masculin professionnel ATP disputé en 1992 et 1993 sur moquette en salle. Il succède au tournoi de Berlin au calendrier ATP. En 1994, il est remplacé par le tournoi d'Ostrava. 

## Palmarès

### Simple
| No | Date       | Nom et lieu du tournoi  | Catégorie    | Dotation  | Surface         | Vainqueur      | Finaliste      | Score         |  |
| -- | ---------- | ----------------------- | ------------ | --------- | --------------- | -------------- | -------------- | ------------- |  |
| 1  | 12-10-1992 | Bolzano Indoor, Bolzano | World Series | 270 000 $ | Moquette (int.) | Thomas Enqvist | Arnaud Boetsch | 6-2, 1-6, 7-6 |  |
| 2  | 11-10-1993 | Bolzano Indoor, Bolzano | World Series | 290 000 $ | Moquette (int.) | Jonathan Stark | Cédric Pioline | 6-3, 6-2      |  |

### Double
| No | Date       | Nom et lieu du tournoi  | Catégorie    | Dotation  | Surface         | Vainqueurs                      | Finalistes                   | Score         |  |
| -- | ---------- | ----------------------- | ------------ | --------- | --------------- | ------------------------------- | ---------------------------- | ------------- |  |
| 1  | 12-10-1992 | Bolzano Indoor, Bolzano | World Series | 270 000 $ | Moquette (int.) | Anders Järryd Bent-Ove Pedersen | Tom Nijssen Cyril Suk        | 6-1, 6-7, 6-3 |  |
| 2  | 11-10-1993 | Bolzano Indoor, Bolzano | World Series | 290 000 $ | Moquette (int.) | Hendrik Jan Davids Piet Norval  | David Adams Andreï Olhovskiy | 6-3, 6-2      |  |